# Kostel svatého Václava (Palupín)
Kostel svatého Václava v Palupíně je římskokatolický kostel zasvěcený sv. Václavovi. Je farním kostelem farnosti Palupín. Je chráněn jako kulturní památka.

## Historie
Původně evangelický kostel pochází z roku 1617, kdy byl vystavěn. Roku 1620 se chrám stal římskokatolickým a byl zasvěcen sv. Václavovi. Roku 1897 byla ke kostelu přistavěna věž.

## Vybavení
V interiéru se nacházejí náhrobky majitelů zdejšího statku, Oldřicha Hynka Koňasa z Vydří († 1635), Jindřicha Radkovce z Mírovic († 1660), zakladatele onoho původně evangelického kostela a Karoliny baronky z Pillerstorffu († 1827).

## Exteriér
Kostel stojí uprostřed místního hřbitova, obehnaného zdí, jenž se nachází na vyvýšeném místě za obcí. Nedaleko také stojí (též památkově chráněný) místní zámek.